# Parafia Podwyższenia Krzyża Świętego i św. Jana Chrzciciela w Pysznicy
Parafia pw. Podwyższenia Krzyża Świętego i Świętego Jana Chrzciciela w Pysznicy – parafia rzymskokatolicka znajdująca się w diecezji sandomierskiej w dekanacie Pysznica. Erygowana w 1558 r.

## Historia
W 1569 r. sołtys Pysznicy, Grzegorz Studziński, uzyskał pozwolenie na budowę kościoła w Pysznicy pod wezwaniem Krzyża Świętego. W 1792 roku wybudowano nowy kościół drewniany. Podczas I wojny światowej, gdy w 1914 roku spłonął zabytkowy kościół, funkcję świątyni na kilka lat przejął barak, wybudowany w celu sprawowania nabożeństw. Duży, nowy, murowany z cegły kościół, w stylu neobarokowym, wybudowano w latach 1924–1931, proj. inż. Wawrzyniec Dajczak.
Parafia pw. Podwyższenia Krzyża Świętego i św. Jana Chrzciciela liczy 3150 mieszkańców. Do Parafii należą: Pysznica, Olszowiec (kaplica pw. Zesłania Ducha Świętego i św. Klary, wybudowana ok. 1794 r.), Sudoły. Parafia posiada księgi metrykalne: chrztów od 1784 r., zaślubionych od 1784 r., zmarłych od 1784 r.

## Proboszczowie parafii
Dane według dokumentów Archiwum Parafialnego:
- 1595-1604: ks. Sebastian z Buska
- 1604-1619: ks. Jan Barenkiewicz
- 1619-1646: ks. Stanisław Bagiński
- 1646-1655: ks. Adam Gładyszowicz, proboszcz w Racławicach i w Pysznicy
- ok. 1649: ks. Szymon Denkowski, administrator
- 1655-1656: ks. Stanisław Jan z Chyrowa Belskiego, administrator
- 1655-1684: ks. Jakub z Branwicy Branwicki
- 1684-1690: ks. Franciszek Ksawery z Mietel Mietelski, kanonik kijowski
- 1690-1699: ks. Maciej Antoni Kapuściński
- 1699-b.d.: ks. Ignacy Franciszek Lurzyński
- b.d.-1716: ks. Grzegorz Sobczyński
- 1716-1730: ks. Józef Bejczyński, kanonik, kaznodzieja sandomierski, proboszcz w Racławicach i Pysznicy, dziekan rudnicki
- 1730-1762: ks. Tomasz Zakwinu Przyłuski, kanonik wiślicki
- 1762-1771: ks. Józef Nicałkiewicz, administrator w Pysznicy, proboszcz w Racławicach, dziekan rudnicki
- 1775-1786: ks. Józef Witosławski, kanonik przemyski
- 1841-1871: ks. Karol Werner
- 1872-1906: ks. Tomasz Grodecki
- 1906-1942: ks. Ignacy Pyzik, pierwszy dziekan ulanowski
- 1942-1991: ks. Władysław Szubarga, kanonik jarosławski, dziekan ulanowski
- 1991-2020: ks. Jan Kłak, kanonik stalowowolski
- od 2020: ks. Andrzej Maczuga

## Galeria

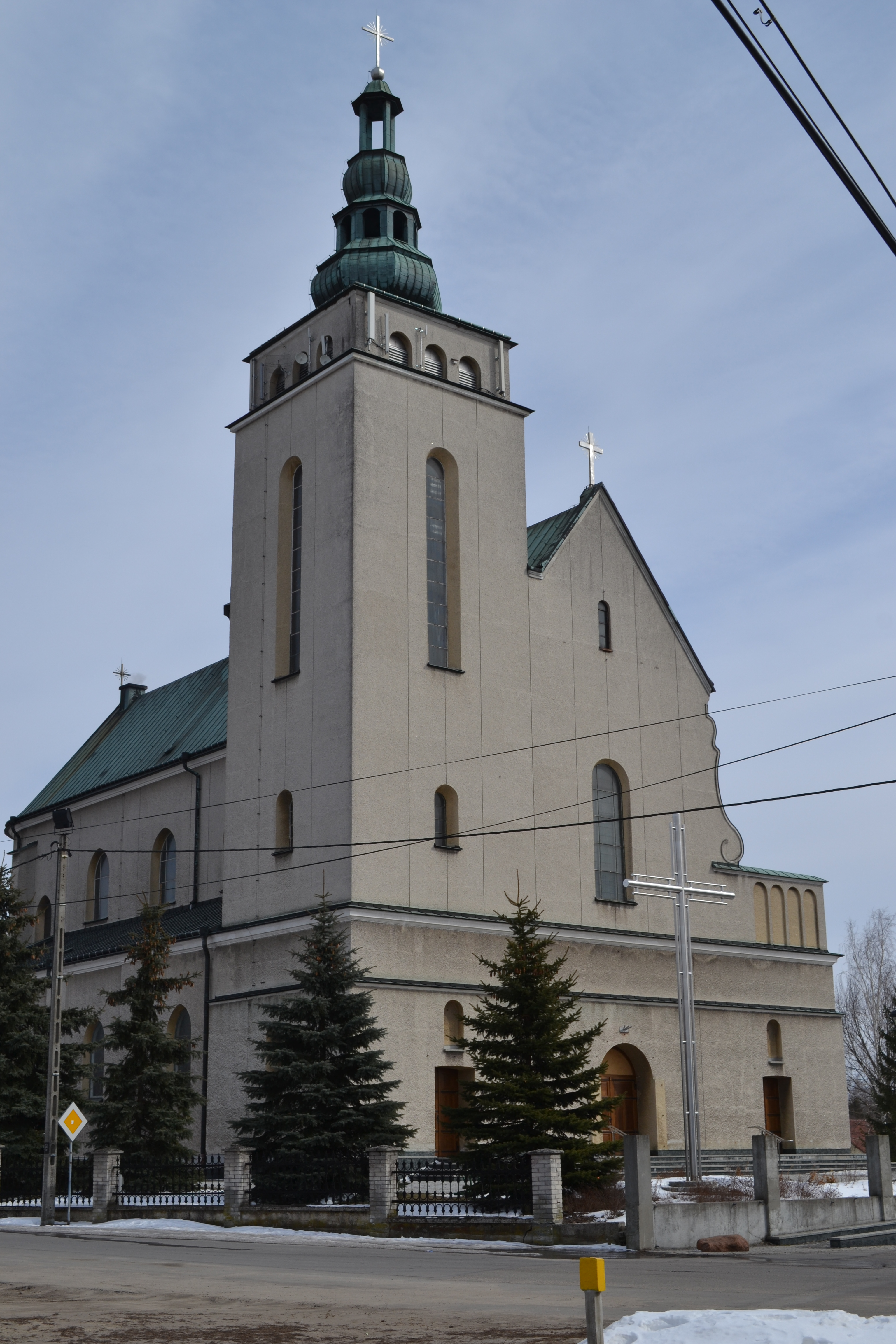
Kościół parafialny w Pysznicy
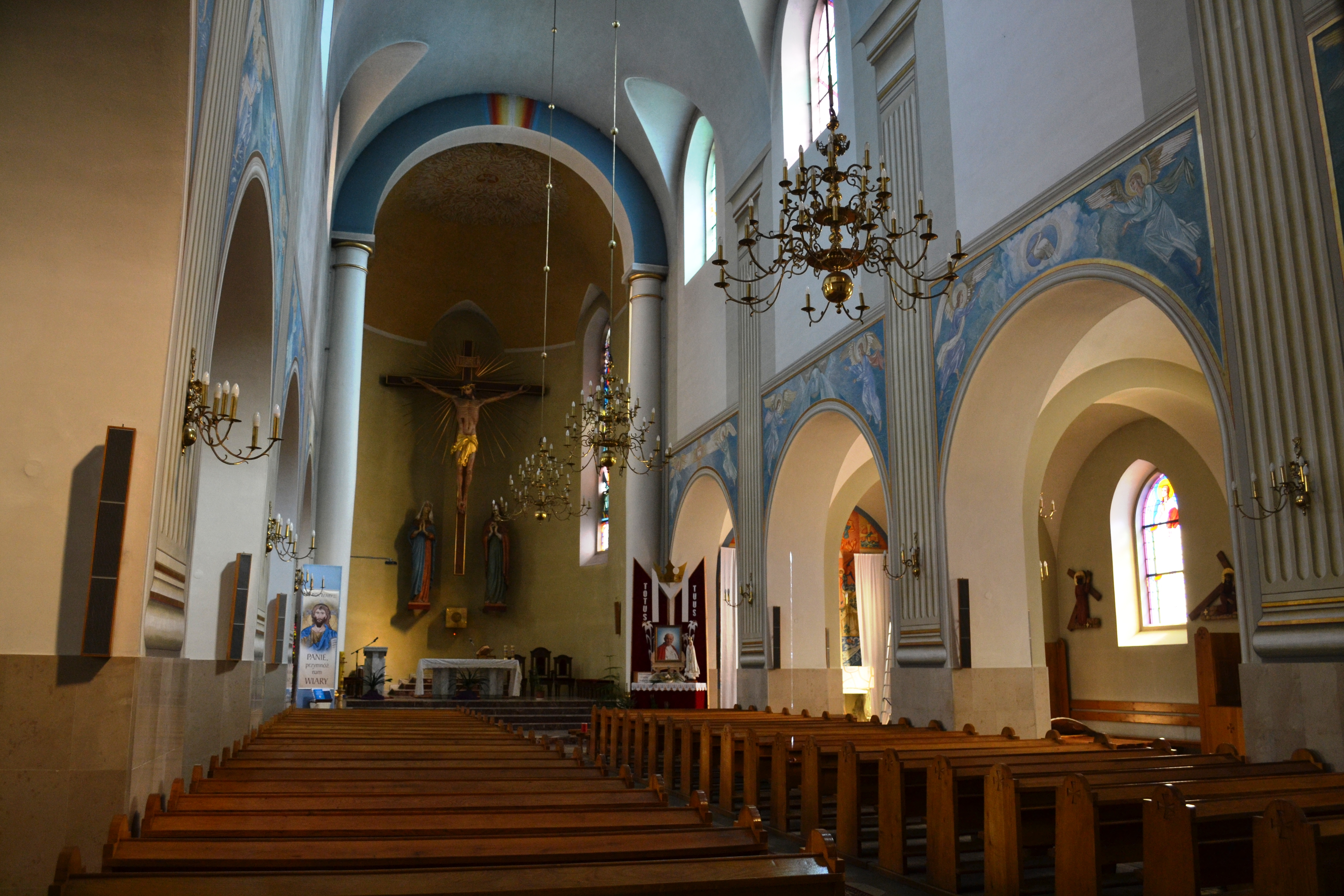
Wnętrze kościoła w Pysznicy
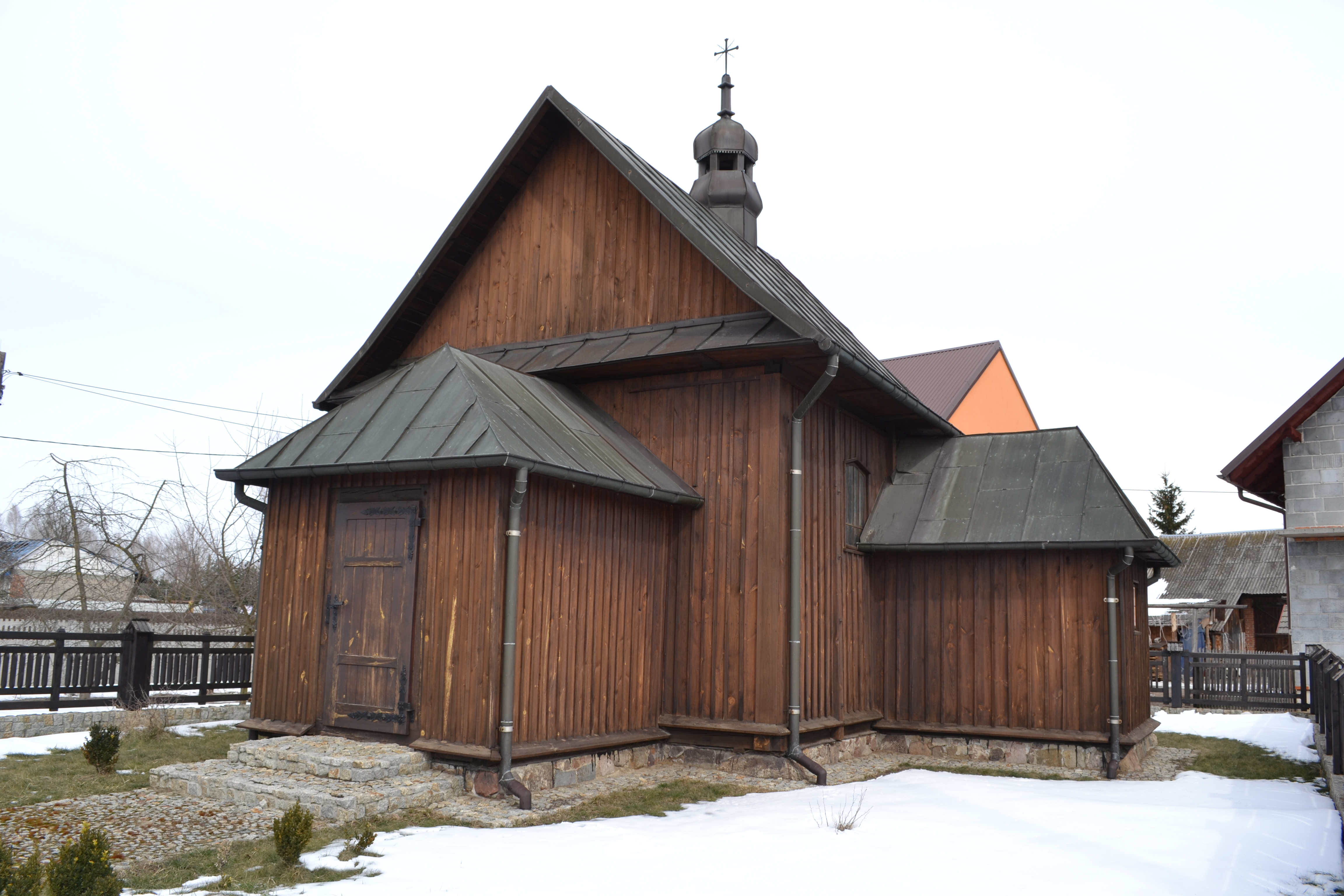
Kaplica pw. Zesłania Ducha Świętego i św. Klary w Pysznicy-Olszowcu,